# Crotenay
Crotenay és un municipi francès situat al departament del Jura i a la regió de Borgonya - Franc Comtat. L'any 2007 tenia 635 habitants.

## Demografia

### Població
El 2007 la població de fet de Crotenay era de 635 persones. Hi havia 242 famílies de les quals 44 eren unipersonals (20 homes vivint sols i 24 dones vivint soles), 87 parelles sense fills, 91 parelles amb fills i 20 famílies monoparentals amb fills.
La població ha evolucionat segons el següent gràfic:
Habitants censats

### Habitatges
El 2007 hi havia 303 habitatges, 250 eren l'habitatge principal de la família, 22 eren segones residències i 31 estaven desocupats. 238 eren cases i 64 eren apartaments. Dels 250 habitatges principals, 192 estaven ocupats pels seus propietaris, 52 estaven llogats i ocupats pels llogaters i 7 estaven cedits a títol gratuït; 1 tenia una cambra, 8 en tenien dues, 28 en tenien tres, 75 en tenien quatre i 139 en tenien cinc o més. 236 habitatges disposaven pel capbaix d'una plaça de pàrquing. A 104 habitatges hi havia un automòbil i a 138 n'hi havia dos o més.

### Piràmide de població
La piràmide de població per edats i sexe el 2009 era:
| Homes | Edats   | Dones |
| ----- | ------- | ----- |
| 0     | 95 o +  | 0     |
| 1     | 90 a 94 | 2     |
| 5     | 85 a 89 | 6     |
| 3     | 80 a 84 | 3     |
| 14    | 75 a 79 | 11    |
| 11    | 70 a 74 | 18    |
| 12    | 65 a 69 | 20    |
| 18    | 60 a 64 | 15    |
| 15    | 55 a 59 | 17    |
| 23    | 50 a 54 | 24    |
| 21    | 45 a 49 | 14    |
| 22    | 40 a 44 | 26    |
| 22    | 35 a 39 | 18    |
| 24    | 30 a 34 | 21    |
| 15    | 25 a 29 | 24    |
| 15    | 20 a 24 | 15    |
| 13    | 15 a 19 | 20    |
| 22    | 10 a 14 | 17    |
| 17    | 5 a 9   | 19    |
| 13    | 0 a 4   | 22    |

## Economia
El 2007 la població en edat de treballar era de 390 persones, 291 eren actives i 99 eren inactives. De les 291 persones actives 276 estaven ocupades (143 homes i 133 dones) i 15 estaven aturades (6 homes i 9 dones). De les 99 persones inactives 50 estaven jubilades, 32 estaven estudiant i 17 estaven classificades com a «altres inactius».

### Ingressos
El 2009 a Crotenay hi havia 256 unitats fiscals que integraven 654 persones, la mediana anual d'ingressos fiscals per persona era de 16.818 €.

### Activitats econòmiques
Dels 16 establiments que hi havia el 2007, 3 eren d'empreses extractives, 1 d'una empresa alimentària, 2 d'empreses de fabricació d'altres productes industrials, 3 d'empreses de construcció, 1 d'una empresa de comerç i reparació d'automòbils, 3 d'empreses d'hostatgeria i restauració, 2 d'entitats de l'administració pública i 1 d'una empresa classificada com a «altres activitats de serveis».
Dels 4 establiments de servei als particulars que hi havia el 2009, 1 era un guixaire pintor, 1 lampisteria, 1 electricista i 1 restaurant.
L'únic establiment comercial que hi havia el 2009 era una carnisseria.
L'any 2000 a Crotenay hi havia 5 explotacions agrícoles.

## Equipaments sanitaris i escolars
El 2009 hi havia una escola elemental.

## Poblacions més properes
El següent diagrama mostra les poblacions més properes.